# Bernarda Zemljak
Bernarda Zemljak es una deportista eslovena que compitió en tiro con arco, en la modalidad de arco compuesto. Ganó una medalla de plata en el Campeonato Europeo de Tiro con Arco al Aire Libre de 1996, en la prueba individual.

## Palmarés internacional
| Campeonato Europeo al Aire Libre | Campeonato Europeo al Aire Libre | Campeonato Europeo al Aire Libre | Campeonato Europeo al Aire Libre |
| Año                              | Lugar                            | Medalla                          | Prueba                           |
| -------------------------------- | -------------------------------- | -------------------------------- | -------------------------------- |
| 1996                             | Kranjska Gora (Eslovenia)        | Medalla de plata                 | Individual                       |